# Liste der Monuments historiques in Doyet
Die Liste der Monuments historiques in Doyet führt die Monuments historiques in der französischen Gemeinde Doyet auf.

## Liste der Bauwerke
| Bezeichnung             | Beschreibung                                                        | Standort | Kennzeichnung | Schutzstatus | Datum | Bild           |
| ----------------------- | ------------------------------------------------------------------- | -------- | ------------- | ------------ | ----- | -------------- |
| Château d’Ancinet       | Herrenhaus, 15. Jahrhundert; geschützt ist der Kamin im großen Saal | (Lage)   | PA00093085    | Inscrit      | 1983  |                |
| Château de Bord-Peschin | Wasserburg, 15. und 16. Jahrhundert                                 | (Lage)   | PA00093086    | Inscrit      | 1986  |                |
| Château de la Souche    | Wehrturm, 15. Jahrhundert, mit erhaltenem äußeren Mauerring         | (Lage)   | PA00093087    | Inscrit      | 1991  | weitere Bilder |

## Liste der Objekte
| Bezeichnung                                            | Beschreibung           | Standort                                          | Kennzeichnung | Schutzstatus | Datum | Bild |
| ------------------------------------------------------ | ---------------------- | ------------------------------------------------- | ------------- | ------------ | ----- | ---- |
| Grabplatte für Gilbert de Courtais († 17. Januar 1645) | Stein, 17. Jahrhundert | in der Kapelle des Château de Bord-Peschin (Lage) | PM03000094    | Classé       | 1902  |      |